# (17027) 1999 EF12
A (17027) 1999 EF12 a Naprendszer kisbolygóövében található aszteroida. A LINEAR projekt keretében fedezték fel 1999. március 15-én.